# Punta Activa
La punta Activa (en inglés: Pungent Point) es un cabo acantilado de baja altitud y de lava oscura que marca el extremo este de la isla Zavodovski del archipiélago Marqués de Traverse en las islas Sandwich del Sur. La Dirección de Sistemas de Información Geográfica de la provincia de Tierra del Fuego cita la punta en las coordenadas 56°15′47″S 27°29′52″O / -56.26306, -27.49778.
Su nombre en idioma inglés fue dado por el Comité de Topónimos Antárticos del Reino Unido en 1971 por las constante actividad volcánica de la isla.
La isla nunca fue habitada ni ocupada, y es reclamada por el Reino Unido como parte del territorio británico de ultramar de las Islas Georgias del Sur y Sandwich del Sur y por la República Argentina, que la hace parte del departamento Islas del Atlántico Sur dentro de la provincia de Tierra del Fuego, Antártida e Islas del Atlántico Sur.